# Recale
Recale község (comune) Olaszország Campania régiójában, Caserta megyében.

## Fekvése
A megye délkeleti részén fekszik, Nápolytól 25 km-re északra, Caserta városától 3 km-re délnyugati irányban. Határai: Capodrise, Casagiove, Casapulla, Caserta, Macerata Campania, Portico di Caserta és San Nicola la Strada.

## Története
A települést a longobárd időkben alapították (8-9. század). A következő századokban nemesi birtok volt. A 19. században nyerte el önállóságát, amikor a Nápolyi Királyságban felszámolták a feudalizmust.

## Népessége
A népesség számának alakulása:

## Főbb látnivalói
- San Salvatore-templom
- Santa Maria Assunta-templom
- Palazzo Orfidia